# 四刺窄腹剑水蚤
四刺窄腹剑水蚤（学名：Limnoithona tetraspina）为长腹剑水蚤科窄腹剑水蚤属的动物，是中国的特有物种。分布于上海等地，一般栖息于河口处的咸淡水中。